# Isochroon
Een isochroon of isochron (van Oudgrieks ἰσόχρονος, isochronos, een samenstelling van ἴσος isos en χρόνος chronos, "van gelijke tijd") is een lijn of kromme die punten van gelijke ouderdom verbindt. Isochronen kunnen onder andere voorkomen in grafieken met twee assen of als contourlijnen op landkaarten.
In de geologie verbinden isochronen formaties of gebeurtenissen die tegelijkertijd afgezet werden of plaatsvonden. Een isochrone kaart toont welke punten een gelijke reistijd vanaf een centraal punt hebben; deze punten zijn verbonden met isochronen. Het gaat dan bijvoorbeeld om de gemiddelde reistijd per trein.
In de wiskunde is een tautochrone kromme een kromme lijn met de eigenschap dat een kogel er langs rolt in "gelijke tijd", ongeacht hoe hoog je hem loslaat. 

## Stratigrafie
Binnen de geologie geldt de isochrone afzetting van sedimentaire facies als een belangrijk principe. Zo kan het voorkomen dat gesteenten die distaal worden afgezet isochroon zijn aan meer proximale afzettingsmilieus. Een proximale puinwaaier kan daarmee isochroon zijn aan een distale Meander (waterloop)afzetting.
Of een gesteente isochroon is afgezet, wordt doorgaans bepaald aan de hand van chronostratigrafisch onderzoek, bijvoorbeeld met behulp van radiometrische datering, gidsfossielen of magnetische chronozones.
Op een geologische kaart wordt met een isochroon een lijn van gelijke tijd bedoeld; deze lijn geeft aan dat een gesteente in een bepaalde periode is afgezet of anderszins gevormd. 

## Datering
In de datering met radio-isotopen zijn isochronen rechte lijnen in grafieken waarin de hoeveelheid van de dochter- en moederelementen tegen elkaar worden uitgezet, genormaliseerd met een stabiele isotoop van het dochterelement. Zulke isochronen helpen bij het bepalen van de ouderdom van een monster.
Om een monster absoluut te dateren is het nodig precies te weten hoeveel van de moeder- en dochterisotopen het bevat. Elk moederisotoop heeft een dochterelement waarnaar het vervalt. Bijvoorbeeld rubidium-strontiumdatering gaat uit van het verval van de isotoop rubidium-87 (87Rb) naar de isotoop strontium-87 (87Sr). Hierbij worden de hoeveelheden van 87Rb en 87Sr gegeven in verhouding met een andere isotoop van het dochterelement, die niet door radio-actief verval vormt (ze is niet "radiogeen"). Bij rubidium-strontiumdatering gebruikt men hiervoor de stabiele isotoop strontium-86 (86Sr). De hoeveelheden van de drie isotopen in verschillende systemen (meestal verschillende kristallen of mineralen) in hetzelfde monster worden gemeten en uitgezet in een grafiek. Het is zeer onwaarschijnlijk dat de verschillende systemen dezelfde hoeveelheid isotopen bevatten, maar verondersteld dat ze allemaal dezelfde of vrijwel dezelfde ouderdom hebben hoort de verhouding tussen moeder- en dochterelement wel gelijk te zijn.
Dit principe is van groot belang voor dateringen, omdat het de noodzaak om de initiële verhoudingen tussen moeder- en dochterelement te kennen weg neemt. Na verschillende systemen in hetzelfde monster te meten stelt men een isochron op. De helling van het isochron geeft de ouderdom van het monster.